# Jimmy Quinn
James Martin "Jimmy" Quinn (Belfast, 18 de novembro de 1959) é um futebolista e treinador de futebol norte-irlandês.

## Carreira
Começou nas divisões inferiores de seu país, atuando por Whitchurch Alport, Congleton Town e  Oswestry Town até 1981, quando se transferiu  para o Swindon Town.
Nos quatro anos em que defendeu o Swindon, foram 49 partidas e dez gols marcados. Tal desempenho chamou a atenção do Blackburn Rovers, que o contratou em 1984. Teve uma bem-sucedida passagem pelos Rovers durante as três temporadas que esteve no time, atuando 71 vezes e marcando 17 gols. Regressou ao Swindon, sendo novamente bem-sucedido (64 jogos, trinta gols). Nos quatro anos seguintes, Quinn atuaria por Leicester City, Bradford City, West Ham United e Bournemouth até ser contratado pelo Reading, onde se destacou, participando em 182 partidas e marcando 71 gols - número elevado para um jogador veterano como Quinn.
A partir da temporada 1994-95, Quinn acumularia as funções de jogador e treinador do Reading, saindo do time em 1997 para atuar pelo Peterborough United. Voltaria a exercer dupla função em 1998, quando retornaria ao Swindon Town, agora como jogador e treinador. Jogaria ainda por Northwich Victoria, Hereford United, Highworth Town e Hayes, sem o mesmo sucesso.
Mesmo com idade avançada, Quinn continuaria atuando como jogador e treinador por Northwich Victoria e Shrewsbury Town, encerrando a carreira como jogador em 2004.

## Carreira como treinador
Depois de ter parado como jogador, Quinn trabalharia como treinador em tempo integral nas equipes do Egersund, Cambridge United e Bournemouth.

## Seleção Norte-Irlandesa
Quinn estrearia na Seleção Norte-Irlandesa de Futebol em 1984, sendo convocado para a Copa de 1986, única de sua carreira e última da Irlanda do Norte. Não entrou em nenhuma das três partidas da Seleção, eliminada na primeira fase.
Mesmo com as não-classificações da Irlanda do Norte para as Copas de 1990 e 1994, ainda seria presença constante nas convocações até 1996.